# I Promise (Radiohead)
I Promise è un singolo del gruppo musicale britannico Radiohead, il primo estratto dalla riedizione del terzo album in studio OK Computer, denominata OK Computer OKNOTOK 1997 2017 e pubblicato il primo giugno 2017.

## La canzone
Il brano fa parte delle sessioni di registrazioni del terzo album della band OK Computer ed è uno dei tre inediti suonati precedentemente solo durante i live che faranno parte dell'album OK Computer OKNOTOK 1997 2017 in uscita il 23 giugno.

## Video musicale
Il videoclip, uscito il giorno successivo al lancio del singolo e diretto dal regista polacco Michał Marczak descrive la corsa di un autobus a tarda sera concentrandosi sui volti pensierosi dei passeggeri e dei passanti fino ad una rivelazione finale.

## Tracce
1. I Promise – 4:02

## Classifiche
| Classifica (2017)  | Posizione massima |
| ------------------ | ----------------- |
| Stati Uniti (rock) | 48                |